# Primera dama de Cuba
La primera dama de Cuba es el título de facto de la esposa del presidente de la República de Cuba. La actual primera dama de Cuba es Lis Cuesta Peraza, segunda esposa del presidente Miguel Díaz-Canel, quien también es primer secretario del Comité Central del Partido Comunista de Cuba, el cargo de mayor jerarquía en el gobierno cubano. Ella es la primera esposa de un presidente a la que los medios estatales cubanos se refieren como «primera dama» desde la década de 1960.

## Historia
El término «primera dama de Cuba» se utilizó por primera vez en 1913 para referirse a la esposa del presidente cubano. El papel de primera dama es puramente ceremonial, y las primeras damas desde la Revolución cubana tienen poca influencia oficial en la política de Cuba. Aunque a la esposa del presidente de Cuba se la denomina extraoficialmente como «primera dama», se utiliza en ceremonias de Estado, eventos protocolarios y giras internacionales. Sin embargo, actualmente no existe ninguna posición oficial del gobierno, particularmente desde la Revolución cubana, cuando el término fue eliminado en gran medida por los hermanos Castro.
El cargo fue considerado como un «remanente del capitalismo» y cayó en desuso durante el gobierno de Fidel Castro. Castro y su primera esposa, Mirta Díaz-Balart, se habían divorciado antes de la Revolución cubana de 1959, lo que también contribuyó al declive del papel, según la escritora cubana Wendy Guerra. Sin embargo, Vilma Espín, cuñada de Castro y esposa de Raúl Castro, asumió el papel de «primera dama discreta de Cuba» durante 45 años, incluso después de que Fidel Castro supuestamente se casara con Dalia Soto de Valle en 1980. Dalia Soto de Valle no fue vista públicamente hasta la visita del papa Juan Pablo II a Cuba en enero de 1998.
En los últimos años, el concepto de primera dama nacional ha sido revivido bajo el presidente Miguel Díaz-Canel y su esposa, Lis Cuesta Peraza. En 2018, Cuesta se convirtió en la primera mujer en ser referida públicamente como «primera dama» por algunos de los medios de comunicación y emisoras controlados por el Estado de Cuba desde la década de 1960, mientras que otros periódicos estatales inicialmente ignoraron su nuevo papel. Lis Cuesta Peraza fue anteriormente segunda dama de la República de Cuba desde el 24 de febrero de 2013 hasta el 19 de abril de 2018, durante el mandato de su esposo como primer vicepresidente de Cuba. Como segunda dama de Cuba, acompañó a su esposo en giras de Estado a Angola, Laos, Vietnam, Rusia, entre otros.
La actual segunda dama de la República de Cuba es Julia Piloto Saborit (desde abril de 2018), esposa del actual vicepresidente de Cuba, Salvador Valdés Mesa.

## Lista de primeras damas de Cuba

### Primeras damas de la República de Cuba (1902-1959)
| Retrato | Titular                            | Inicio                   | Final                    | Presidente de Cuba                  | Notas |
| ------- | ---------------------------------- | ------------------------ | ------------------------ | ----------------------------------- | --- |
|         | Genoveva Guardiola Arbizú          | 20 de mayo de 1902       | 28 de septiembre de 1906 | Tomás Estrada Palma                 | Nacida en Honduras, Genovena Veva Guardiola fue la primera dama inaugural de Cuba. |
|         | América Arias                      | 28 de enero de 1909      | 20 de mayo de 1913       | José Miguel Gómez                   | |
|         | Mariana Seva de Menocal            | 20 de mayo de 1913       | 20 de mayo de 1921       | Mario García Menocal                | |
|         | María de la Asunción Jaén y Planas | 20 de mayo de 1921       | 20 de mayo de 1925       | Alfredo Zayas y Alfonso             | [ 1 ] |
|         | Elvira Machado Nodal               | 20 de mayo de 1925       | 12 de agosto de 1933     | Gerardo Machado                     | Elvira Machado era prima de Machado. |
|         | Laura Bertini y Alessandri         | 13 de agosto de 1933     | 5 de septiembre de 1933  | Carlos Manuel de Céspedes y Quesada | Bertini, que se casó con Carlos Manuel de Céspedes en 1915, era originaria de Italia. Madre de la escritora Alba de Céspedes y Bertini.                                                                               |
|         | Polita Grau                        | 10 de septiembre de 1933 | 15 de enero de 1934      | Ramón Grau                          | Grau, que era soltero, nombró a su sobrina, Polita Grau, como primera dama durante su primera presidencia. |
|         | Elisa Edelmann Ponce               | 15 de enero de 1934      | 18 de enero de 1934      | Carlos Hevia                        | [ 1 ] |
|         | Mercedes Márquez Sterling          | 18 de enero de 1934      | 18 de enero de 1934      | Manuel Márquez Sterling             | [ 1 ] |
|         | Carmela Ledón                      | 18 de enero de 1934      | 11 de diciembre de 1935  | Carlos Mendieta                     | [ 1 ] |
|         | Marcela Cleard                     | 11 de diciembre de 1935  | 20 de mayo de 1936       | José Agripino Barnet                | [ 1 ] |
|         | Serafina Diago Cárdenas            | 20 de mayo de 1936       | 24 de diciembre de 1936  | Miguel Mariano Gómez                | Serafina Diago Cárdenas estaba casada con el presidente Miguel Mariano Gómez, hijo de la ex primera dama América Arias.                                                                                               |
|         | Leonor Gómez Montes                | 24 de diciembre de 1936  | 10 de octubre de 1940    | Federico Laredo Brú                 | [ 1 ] |
|         | Elisa Godínez Gómez de Batista     | 10 de octubre de 1940    | 10 de octubre de 1944    | Fulgencio Batista                   | Elisa Godínez Gómez fue la primera esposa y primera dama de Batista de 1940 a 1944. Batista se divorció de ella en 1945 después de dejar el cargo y pronto se casó con su amante, Marta Fernández Miranda de Batista. |
|         | Paulina Alsina Fernández           | 10 de octubre de 1944    | 10 de octubre de 1948    | Ramón Grau                          | El presidente Grau nunca se casó. Nombró a su cuñada, Paulina Alsina Fernández, como primera dama durante su segunda presidencia.                                                                                     |
|         | Mary Tarrero-Serrano               | 10 de octubre de 1944    | 10 de marzo de 1952      | Carlos Prío Socarrás                | Tarrero también fue taquígrafa en el Senado nacional. Prío fue derrocado por Batista en el golpe de Estado en Cuba de 1952.                                                                                           |
|         | Marta Fernandez Miranda de Batista | 10 de marzo de 1952      | 1 de enero de 1959       | Fulgencio Batista                   | Segunda esposa de Batista y primera dama durante su dictadura. Ambas se exiliaron permanentemente tras su derrocamiento durante la Revolución cubana en 1959.                                                         |
|         | Ana Durán                          | 1 de enero de 1959       | 2 de enero de 1959       | Anselmo Alliegro y Milá             | Presidencia interina |
|         | María Luisa Martínez Díaz          | 2 de enero de 1959       | 3 de enero de 1959       | Carlos Manuel Piedra                | Presidencia interina |

### Después de la Revolución (1959-presente)
| Retrato | Titular                    | Inicio                 | Final                  | Presidente de Cuba       | Notas |
| ------- | -------------------------- | ---------------------- | ---------------------- | ------------------------ | --- |
|         | ¿?                         | 3 de enero de 1959     | 18 de julio de 1959    | Manuel Urrutia Lleó      | Presidente interino tras el derrocamiento de Batista. Ninguna primera dama apareció en público durante su breve presidencia. |
|         | María de la Caridad Molina | 18 de julio de 1959    | 2 de diciembre de 1976 | Osvaldo Dorticós Torrado | Aunque casado, el presidente Osvaldo Dorticós no presentó a su esposa, María de la Caridad Molina, como primera dama (ni en ningún otro cargo público) durante su presidencia. |
|         | Vilma Espín (interina)     | 2 de diciembre de 1976 | 18 de julio de 2007    | Fidel Castro             | El concepto de una «primera dama» pública cayó en desuso después de la Revolución cubana bajo el mando del presidente Fidel Castro. Se sabía poco sobre la vida privada de Castro durante su gobierno, quien estaba divorciado cuando asumió oficialmente la presidencia en 1976, lo que contribuyó al declive del cargo. Sin embargo, Vilma Espín, esposa de Raúl Castro, asumió el papel de «primera dama discreta de Cuba» durante 45 años, incluso después de que Fidel Castro supuestamente se casara con Dalia Soto del Valle en 1980. Espín también fue secretaria de Estado y había establecido la Federación de Mujeres Cubanas en 1960. Celia Sánchez, otra revolucionaria cubana y confidente cercana de Castro, también sirvió como secretaria de Estado y cumplió algunos de los roles tradicionalmente atribuidos a una primera dama. |
|         | Vilma Espín                | 31 de julio de 2006    | 18 de junio de 2007    | Raúl Castro              | Vilma Espín falleció en La Habana el 18 de junio de 2007, durante la presidencia interina de su esposo, antes de que este asumiera la presidencia de manera oficial el 24 de febrero de 2008. |
|         | Cargo vacante              | 18 de junio de 2007    | 19 de abril de 2018    | Raúl Castro              | Vilma Espín había fallecido en La Habana el 18 de junio de 2007. Mariela Castro Espín, hija de Vilma Espín y Raúl Castro, asumió en algunos momentos de su presidencia un rol protocolario para su padre. |
|         | Lis Cuesta Peraza          | 19 de abril de 2018    | Actualidad             | Miguel Díaz-Canel        | El concepto y el papel de primera dama comenzaron a revivir bajo Díaz-Canel y Cuesta. En 2018, Cuesta Peraza, ejecutiva de turismo, se convirtió en la primera mujer en ser llamada «primera dama» por algunos medios de comunicación estatales cubanos desde la década de 1960. |